# فرودگاه عمومی سانتا ماریا
فرودگاه عمومی سانتا ماریا (به انگلیسی: Santa Maria Public Airport) (به زبان بومی: Capt. G. Allan Hancock Field) یک فرودگاه همگانی بهره‌برداری هوایی با کد یاتا SMX است که یک باند فرود آسفالت دارد و طول باند آن 1,921 extended to 2,439 متر است. این فرودگاه در شهر سانتا ماریا کشور ایالات متحده آمریکا قرار دارد و در ارتفاع ۸۰ متری از سطح دریا واقع شده است.

## شرکت‌های هواپیمایی و مقصدهای پروازی

### مسافری
| شرکت‌های هواپیمایی | مقصدهای پروازی |
| ----------------- | -------------- |
| الیجنت ایر        | مک‌کاران        |
| Mokulele Airlines | لس‌آنجلس        |

### باری
| Airline                        | Destination |
| ------------------------------ | ----------- |
| فدکس اکسپرس اجرا توسط West Air | انتاریو     |